# Zemljin približek
Zemljin približek ali tudi Zemljin dvojček in planet podoben Zemlji (angleško Earth analog in Twin Earth, Earth Twin, Second Earth, Alien Earth, Earth 2 ali Earth-like planet)) je planet ali naravni satelit, ki ima značilnosti podobne našemu planetu - Zemlji. Takšen planet je možen kandidat za naselitev in s tem za širitev in ohranitev zemeljskega življenja v primeru globalne katastrofe.
Eno od najučinkovitejših meril je velikost, saj so planeti velikosti Zemlje verjetno po naravi zemeljski in zaradi svoje mase sposobni vzdrževati dovolj veliko atmosfero. Predvsem nas zanimajo polmer, masa in temperatura planetov in naravnih satelitov, ki jih primerjamo z Zemljo. Znani najbližji našemu planetu so naslednji planeti in naravna satelita: